# 秦滅燕之戰
秦國攻破趙國大部後，王翦屯軍于中山國故地，準備下一步攻打燕國，布兵于易水岸边，軍容壯盛。公元前227年，燕太子丹派荊軻与秦舞阳赴秦，準備以獻督亢之地（在河北涿縣一帶，古代膏腴之地）的地圖和秦國逃將樊於期（桓齮）的首級之名借机刺殺秦王嬴政，企圖造成秦國混亂，以解燕国亡國危機。結果陰謀敗露，荊軻被肢解而死。
秦王嬴政大怒，令王翦和辛胜率军攻打燕國，燕军展开反击并向赵国代王嘉求援，结果秦軍在易水以西大敗燕軍和前來支援燕国的代軍。公元前226年，秦军再度击败太子丹率领的燕军，一举攻陷燕国首都薊城（今北京）。燕王喜與太子丹率燕军殘部逃往遼東郡襄平（今辽宁辽阳）。秦将李信带兵乘胜追击至衍水（今太子河，因太子丹藏身此处而得名），太子丹因藏身于衍水之中方才幸免于难。由于秦军兵锋已至辽东，燕王喜甚惧，聽信趙國代王嘉之計，將太子丹斬首以獻秦國，以求解秦王嬴政之怒。公元前222年，秦將王賁率軍彻底击溃了辽东燕军主力，俘虜燕王喜，燕國滅亡。燕王喜及燕国王族被俘后，事迹失考。秦王嬴政下诏在燕国故地设立渔阳郡、右北平郡、辽西郡及辽东郡。